# Хронологія світових рекордів з плавання на дистанції 100 метрів на спині

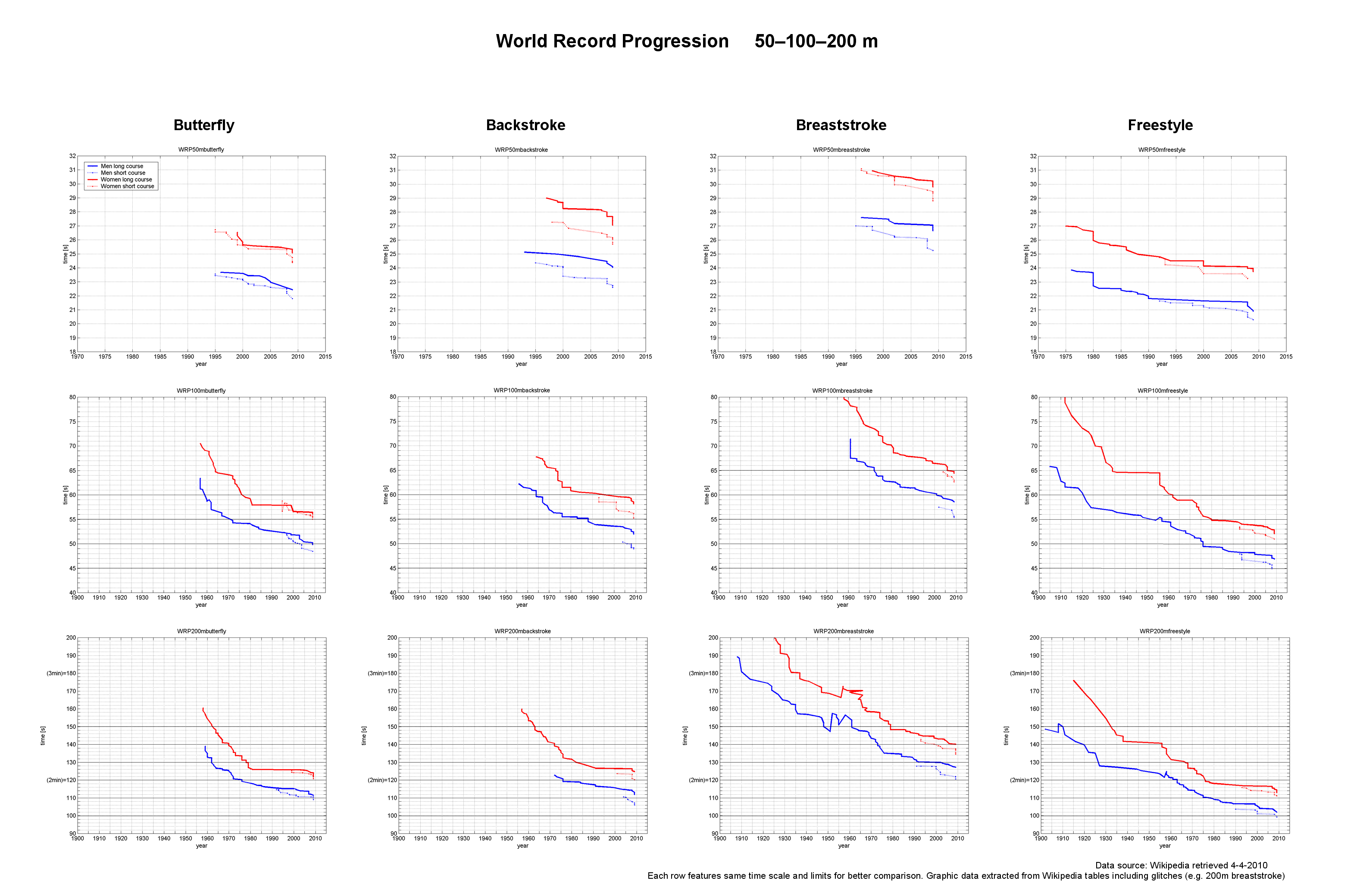
Графіки встановлення світових рекордів з плавання серед чоловіків та жінок на дистанціях 50 м-100 м-200 м на довгій та короткій воді батерфляєм, на спині, брасом і вільним стилем

У цій статті подано хронологію світових рекордів з плавання на дистанції 100 метрів на спині на довгій (50 м) та короткій воді (25 м). Ці рекорди реєструє/визнає Міжнародна федерація плавання (ФІНА), яка наглядає за міжнародними змаганнями з водних видів спорту.
Різке поліпшення світових рекордів у 2008/2009 роках збіглося в часі з запровадженням поліуретанових плавальних костюмів фірм Speedo (LZR, 50% поліуретану) 2008 року та Arena (X-Glide), Adidas (Hydrofoil), Jaked (всі зі 100% поліуретану) 2009 року. У січні 2010 ФІНА заборонила плавальні костюми зроблені з будь-якого матеріалу окрім текстилю. Крім того, FINA опублікувала список дозволених плавальних костюмів.

## Чоловіки

### На довгій воді
| Час       | Плавець              | Дата            | Місце                                                  |
| --------- | -------------------- | --------------- | ------------------------------------------------------ |
| 1:02.2    | Девід Тейл           | 6 грудня 1956   | Мельбурн (Австралія)                                   |
| 1:01.5    | Джон Монктон         | 15 лютого 1958  | Мельбурн (Австралія)                                   |
| 1:01.3    | Боб Беннетт          | 19 серпня 1961  | Лос-Анджелес (США)                                     |
| 1:01.0    | Том Сток             | 11 серпня 1962  | Каягога-Фолс (США)                                     |
| 1:00.9    | Том Сток             | 12 серпня 1962  | Каягога-Фолс (США)                                     |
| 1:00.8    | Ернст-Йоахім Кюпперс | 28 серпня 1964  | Дортмунд, Федеративна Республіка Німеччина (1949—1990) |
| 1:00.0    | Томпсон Манн         | 3 вересня 1964  | Нью-Йорк (США)                                         |
| 59.6      | Томпсон Манн         | 16 жовтня 1964  | Токіо (Японія)                                         |
| 59.5      | Даґ Расселл          | 28 серпня 1967  | Токіо (Японія)                                         |
| 59.3      | Чарлі Гіккокс        | 28 серпня 1967  | Токіо (Японія)                                         |
| 59.1      | Чарлі Гіккокс        | 31 серпня 1967  | Токіо (Японія)                                         |
| 58.4      | Роланд Маттес        | 21 вересня 1967 | Лейпциг, Німецька Демократична Республіка              |
| 58.0      | Роланд Маттес        | 26 жовтня 1968  | Мехіко (Мексика)                                       |
| 57.8      | Роланд Маттес        | 23 серпня 1969  | Вюрцбург, Федеративна Республіка Німеччина (1949—1990) |
| 56.9      | Роланд Маттес        | 8 вересня 1970  | Барселона (Іспанія)                                    |
| 56.7      | Роланд Маттес        | 4 вересня 1971  | Лейпциг, Німецька Демократична Республіка              |
| 56.3      | Роланд Маттес        | 8 квітня 1972   | Москва, Союз Радянських Соціалістичних Республік       |
| 56.30     | Роланд Маттес        | 4 вересня 1972  | Мюнхен (ФРН)                                           |
| 56.19     | Джон Нейбер          | 18 липня 1976   | Монреаль (Канада)                                      |
| 55.49     | Джон Нейбер          | 19 липня 1976   | Монреаль (Канада)                                      |
| 55.44     | Рік Кері             | 6 серпня 1983   | Кловіс (Каліфорнія) (США)                              |
| 55.38     | Рік Кері             | 6 серпня 1983   | Кловіс (Каліфорнія) (США)                              |
| 55.19     | Рік Кері             | 21 серпня 1983  | Каракас (Венесуела)                                    |
| 55.17     | Ігор Полянський      | 15 березня 1988 | Таллінн, Союз Радянських Соціалістичних Республік      |
| 55.16     | Ігор Полянський      | 16 березня 1988 | Таллінн, Союз Радянських Соціалістичних Республік      |
| 55.00     | Ігор Полянський      | 16 липня 1988   | Москва, Союз Радянських Соціалістичних Республік       |
| 54.95     | Девід Беркофф        | 12 серпня 1988  | Остін (США)                                            |
| 54.91     | Девід Беркофф        | 12 серпня 1988  | Остін (США)                                            |
| 54.51     | Девід Беркофф        | 24 вересня 1988 | Сеул (Південна Корея)                                  |
| 53.93     | Джефф Раус           | 25 серпня 1991  | Едмонтон (Канада)                                      |
| 53.86 (r) | Джефф Раус           | 31 липня 1992   | Барселона (Іспанія)                                    |
| 53.60     | Крайзельбург Ленні   | 24 серпня 1999  | Сідней (Австралія)                                     |
| 53.45 (r) | Аарон Пірсол         | 21 серпня 2004  | Афіни (Греція)                                         |
| 53.17     | Аарон Пірсол         | 2 квітня 2005   | Індіанаполіс (США)                                     |
| 52.98     | Аарон Пірсол         | 27 березня 2007 | Мельбурн (Австралія)                                   |
| 52.89     | Аарон Пірсол         | 1 липня 2008    | Омаха (США)                                            |
| 52.54     | Аарон Пірсол         | 12 серпня 2008  | Пекін (Китай)                                          |
| 52.38     | Ашвін Вільдебур      | 1 липня 2009    | Пескара (Італія)                                       |
| 51.94     | Аарон Пірсол         | 8 липня 2009    | Індіанаполіс (США)                                     |
| 51.85 (r) | Раян Мерфі           | 13 серпня 2016  | Ріо-де-Жанейро                                         |
| 51.60     | Томас Чеккон         | 20 червня 2022  | Budapest, Hungary                                      |

### На короткій воді
| Time      | Swimmer                            | Date              | Місце                     |
| --------- | ---------------------------------- | ----------------- | ------------------------- |
| 52.71     | Марк Тьюксбері                     | 16 березня 1991   | Бонн (Німеччина)          |
| 52.58     | Марк Тьюксбері                     | 29 березня 1991   | Шеффілд (Велика Британія) |
| 52.52     | Марк Тьюксбері                     | 20 лютого 1992    | Вінніпег (Канада)         |
| 52.50     | Марк Тьюксбері                     | 22 лютого 1992    | Вінніпег (Канада)         |
| 51.43     | Джефф Раус                         | 12 квітня 1993    | Шеффілд (Велика Британія) |
| 51.28     | Крайзельбург Ленні                 | 5 лютого 2000     | Берлін (Німеччина)        |
| 50.75     | Ніл Вокер                          | 19 березня 2000   | Афіни (Греція)            |
| 50.58     | Томас Руппрат                      | 8 грудня 2002     | Мельбурн (Австралія)      |
| 50.32     | Пітер Маршалл                      | 26 березня 2004   | Нью-Йорк (США)            |
| 49.99     | Раян Лохте                         | 9 квітня 2006     | Шанхай (Китай)            |
| 49.94     | Пітер Маршалл                      | 11 листопада 2008 | Стокгольм (Швеція)        |
| 49.63     | Пітер Маршалл                      | 15 листопада 2008 | Берлін (Німеччина)        |
| 49.32     | Станіслав Донець                   | 14 грудня 2008    | Рієка, Хорватія           |
| 49.20     | Ашвін Вільдебур                    | 21 грудня 2008    | Мадрид (Іспанія)          |
| 49.17     | Аркадій В'ятчанін                  | 12 грудня 2009    | Стамбул (Туреччина)       |
| 48.97     | Аркадій В'ятчанін Станіслав Донець | 13 грудня 2009    | Стамбул (Туреччина)       |
| 48.94 (r) | Нік Томан                          | 18 грудня 2009    | Манчестер (Англія)        |
| 48.92     | Метт Греверс                       | 12 грудня 2015    | Індіанаполіс (США)        |
| 48.90     | Климент Колесников                 | 22 грудня 2017    | Санкт-Петербург (Росія)   |
| 48.88     | Сюй Цзяюй                          | 11 листопада 2018 | Токіо (Японія)            |
| 48.58     | Климент Колесников                 | 21 листопада 2020 | Будапешт (Угорщина)       |
| 48.33     | Coleman Stewart                    | 29 серпня 2021    | Неаполь (Італія)          |

## Жінки

### На довгій воді
| Час         | Плавчиня          | Дата            | Змагання                                        | Місце                                             |
| ----------- | ----------------- | --------------- | ----------------------------------------------- | ------------------------------------------------- |
| 1:07.7      | Кеті Ферґюсон     | 14 жовтня 1964  | Олімпійські ігри                                | Токіо (Японія)                                    |
| 1:07.4      | Ann Farlie        | 23 липня 1966   |                                                 | Безьє (Еро) (Франція)                             |
| 1:07.3      | Елен Таннер       | 27 липня 1967   |                                                 | Вінніпег (Канада)                                 |
| 1:07.1      | Елен Таннер       | 30 липня 1967   |                                                 | Вінніпег (Канада)                                 |
| 1:06.7      | Karen Muir        | 30 січня 1968   |                                                 | Кімберлі (ПАР)                                    |
| 1:06.4      | Karen Muir        | 6 квітня 1968   |                                                 | Париж (Франція)                                   |
| 1:06.2      | Кей Голл          | 23 жовтня 1968  | Олімпійські ігри                                | Мехіко (Мексика)                                  |
| 1:05.6      | Karen Muir        | 6 липня 1969    |                                                 | Утрехт (Нідерланди)                               |
| 1:05.39     | Ульріке Ріхтер    | 18 серпня 1973  |                                                 | Утрехт (Нідерланди)                               |
| 1:04.99 (r) | Ульріке Ріхтер    | 4 вересня 1973  | Чемпіонат світу                                 | Белград, Югославія                                |
| 1:04.78 (r) | Венді Кук         | 31 січня 1974   | Ігри Співдружності                              | Крайстчерч (Нова Зеландія)                        |
| 1:04.43     | Ульріке Ріхтер    | 8 липня 1974    |                                                 | Росток, Німецька Демократична Республіка          |
| 1:04.09     | Ульріке Ріхтер    | 22 серпня 1974  |                                                 | Відень (Австрія)                                  |
| 1:03.30     | Ульріке Ріхтер    | 23 серпня 1974  |                                                 | Відень (Австрія)                                  |
| 1:02.98     | Ульріке Ріхтер    | 1 вересня 1974  |                                                 | Конкорд (Каліфорнія) (США)                        |
| 1:02.60     | Ульріке Ріхтер    | 14 березня 1976 |                                                 | Таллінн, Союз Радянських Соціалістичних Республік |
| 1:01.62     | Корнелія Ендер    | 3 червня 1976   |                                                 | Берлін, Німецька Демократична Республіка          |
| 1:01.51 (r) | Ульріке Ріхтер    | 5 червня 1976   |                                                 | Берлін (ФРН)                                      |
| 1:01.51 (e) | Ріка Райніш       | 20 липня 1980   | Олімпійські ігри                                | Москва, Союз Радянських Соціалістичних Республік  |
| 1:01.50     | Ріка Райніш       | 22 липня 1980   | Олімпійські ігри                                | Москва, Союз Радянських Соціалістичних Республік  |
| 1:00.86     | Ріка Райніш       | 23 липня 1980   | Олімпійські ігри                                | Москва, Союз Радянських Соціалістичних Республік  |
| 1:00.59 (r) | Іна Клебер        | 24 серпня 1984  | Friendship Games                                | Москва, Союз Радянських Соціалістичних Республік  |
| 1:00.31     | Крістіна Егерсегі | 22 серпня 1991  | Чемпіонат Європи                                | Афіни (Греція)                                    |
| 1:00.16 (r) | Хе Цихун          | 10 вересня 1994 | Чемпіонат світу                                 | Рим (Італія)                                      |
| 59.58       | Наталі Коглін     | 13 серпня 2002  | Чемпіонат США з плавання                        | Форт-Лодердейл (США)                              |
| 59.44       | Наталі Коглін     | 27 березня 2007 | Чемпіонат світу                                 | Мельбурн (Австралія)                              |
| 59.21       | Наталі Коглін     | 17 лютого 2008  | Missouri Grand Prix                             | Колумбія (Міссурі) (США)                          |
| 59.15       | Hayley McGregory  | 30 червня 2008  | Відбіркові змагання до олімпійської збірної США | Омаха (США)                                       |
| 59.03       | Наталі Коглін     | 30 червня 2008  | Відбіркові змагання до олімпійської збірної США | Омаха (США)                                       |
| 58.97       | Наталі Коглін     | 1 липня 2008    | Відбіркові змагання до олімпійської збірної США | Омаха (США)                                       |
| 58.77       | Керсті Ковентрі   | 11 серпня 2008  | Олімпійські ігри                                | Пекін (Китай)                                     |
| 58.48       | Anastasia Zuyeva  | 27 липня 2009   | Чемпіонат світу                                 | Рим (Італія)                                      |
| 58.12       | Джемма Споффорт   | 28 липня 2009   | Чемпіонат світу                                 | Рим (Італія)                                      |
| 58.10       | Кайлі Масс        | 25 липня 2017   | Чемпіонат світу                                 | Будапешт (Угорщина)                               |
| 58.00       | Кетлін Бейкер     | 28 липня 2018   | Чемпіонат США                                   | Ірвайн (США)                                      |
| 57.57 (r)   | Реган Сміт        | 28 липня 2019   | Чемпіонат світу                                 | Кванджу (Південна Корея)                          |
| 57.45       | Кейлі Маккіон     | 13 червня 2021  | Australian Trials                               | Аделаїда (Австралія)                              |
| 57.33       | Кейлі Маккіон     | 21 жовтня 2023  | Кубок світу                                     | Будапешт (Угорщина)                               |
| 57.13       | Реган Сміт        | 18 червня 2024  | Олімпійські випробування США                    | Індіанаполіс, США                                 |

### На короткій воді
| Час   | Swimmer        | Дата              | Місце                          |
| ----- | -------------- | ----------------- | ------------------------------ |
| 59.41 | Анджел Мартіно | 21 листопада 1993 | Ставангер (Норвегія)           |
| 58.50 | Анджел Мартіно | 3 грудня 1993     | Пальма де Майорка (Іспанія)    |
| 58.45 | Накамура Рейко | 4 березня 2001    | Саґаміхара (Канаґава) (Японія) |
| 57.08 | Наталі Коглін  | 29 листопада 2001 | Іст-Медоу (Нью-Йорк) (США)     |
| 56.71 | Наталі Коглін  | 23 листопада 2002 | Іст-Мідов, Нью-Йорк (США)      |
| 56.51 | Наталі Коглін  | 28 жовтня 2007    | Сінгапур                       |
| 56.15 | Shiho Sakai    | 22 лютого 2009    | Токіо (Японія)                 |
| 55.23 | Shiho Sakai    | 15 листопада 2009 | Берлін (Німеччина)             |
| 55.03 | Катінка Хоссу  | 4 грудня 2014     | Доха (Катар)                   |
| 54.89 | Мінна Атертон  | 27 жовтня 2019    | Будапешт (Угорщина)            |
| 54.56 | Кейлі Маккіон  | 26 вересня 2024   | Аделаїда (Австралія)           |
| 54.41 | Реган Сміт     | 25 жовтня 2024    | Інчхон (Південна Корея)        |
| 54.27 | Реган Сміт     | 1 листопада 2024  | Сінгапур (Сінгапур)            |
| 54.02 | Реган Сміт     | 15 грудня 2024    | Будапешт (Угорщина)            |

## Найкращі 25 за увесь час

### Чоловіки на довгій воді
- Актуально станом на лютий 2024[13]

| Міс. | Час   | Плавець                  | Дата             | Місце                   | Пос.   |
| ---- | ----- | ------------------------ | ---------------- | ----------------------- | ------ |
| 1    | 51.60 | Томас Чеккон (ITA)       | 20 червня 2022   | Будапешт                | [ 14 ] |
| 2    | 51.82 | Климент Колесников (RUS) | 26 липня 2023    | Казань                  | [ 15 ] |
| 3    | 51.85 | Раян Мерфі (USA)         | 13 серпня 2016   | Ріо-де-Жанейро          |        |
| 4    | 51.86 | Сюй Цзяюй (CHN)          | 12 квітня 2017   | Циндао                  |        |
| 5    | 51.94 | Аарон Пірсол (USA)       | 8 липня 2009     | Індіанаполіс            |        |
| 6    | 51.98 | Євген Рилов (RUS)        | 27 липня 2021    | Токіо                   | [ 16 ] |
| 6    | 51.98 | Гантер Армстронґ (USA)   | 20 червня 2022   | Будапешт                |        |
| 8    | 52.08 | Метт Греверс (USA)       | 25 червня 2012   | Омаха                   |        |
| 9    | 52.09 | Апостолос Хрістоу (GRE)  | 19 червня 2022   | Будапешт                | [ 17 ] |
| 10   | 52.11 | Каміль Лакур (FRA)       | 10 серпня 2010   | Будапешт                |        |
| 10   | 52.11 | Мітч Ларкін (AUS)        | 6 листопада 2015 | Дубай                   |        |
| 12   | 52.12 | David Plummer (USA)      | 27 червня 2016   | Омаха                   |        |
| 13   | 52.24 | Іріє Рьосуке (JPN)       | 4 вересня 2009   | Кумамото                |        |
| 14   | 52.26 | Коґа Дзюнія (JPN)        | 28 липня 2009    | Рим                     |        |
| 15   | 52.27 | Хельге Меув (GER)        | 2 серпня 2009    | Рим                     |        |
| 16   | 52.38 | Ашвін Вільдебур (ESP)    | 27 червня 2009   | Пескара                 |        |
| 17   | 52.50 | Йоанн Ндує-Бруар (FRA)   | 20 June 2022     | Будапешт                | [ 14 ] |
| 18   | 52.51 | Нік Томан (USA)          | 7 серпня 2009    | Федерал-Вей (Вашингтон) |        |
| 18   | 52.51 | Шейн Касас (USA)         | 8 липня 2022     | Остін                   |        |
| 20   | 52.57 | Аркадій В'ятчанін (RUS)  | 2 серпня 2009    | Рим                     |        |
| 21   | 52.58 | Ksawery Masiuk (POL)     | 19 червня 2022   | Будапешт                | [ 17 ] |
| 22   | 52.59 | Рендалл Бел (USA)        | 5 грудня 2008    | Ейндговен               |        |
| 23   | 52.70 | Hugo González (ESP)      | 13 лютого 2024   | Доха                    | [ 18 ] |
| 24   | 52.73 | Лаєм Тенкок (GBR)        | 28 липня 2009    | Рим                     |        |
| 24   | 52.73 | Джастін Ресс (USA)       | 29 квітня 2022   | Грінсборо               | [ 19 ] |

#### Нотатки
Нижче подано список інших часів, однакових або кращих за 52.73:
- Томас Чеккон проплив ще за 51.93 (2022), 52.12 (2022), 52.16 (2023), 52.21 (2022), 52.27 (2023, 2023), 52.30 (2021), 52.49 (2021), 52.52 (2021), 52.58 (2023), 52.73 (2023).
- Раян Мерфі проплив ще за 51.94 (2018), 51.97 (2016, 2022), 52.04 (2023), 52.19 (2018, 2021), 52.22 (2021, 2023), 52.24 (2021), 52.26 (2016), 52.28 (2016), 52.31 (2021), 52.33 (2021), 52.39 (2023), 52.44 (2019), 52.46 (2022), 52.49 (2016), 52.51 (2018, 2022), 52.56 (2023), 52.57 (2016), 52.59 (2017), 52.69 (2017), 52.70 (2018).
- Климент Колесников проплив ще за 52.00 (2021), 52.13 (2021), 52.15 (2021), 52.24 (2021), 52.29 (2021), 52.32 (2021), 52.42 (2021), 52.44 (2021), 52.53 (2018), 52.54 (2023), 52.63 (2021).
- Сюй Цзяюй проплив ще за 52.05 (2023), 52.17 (2019), 52.23 (2023), 52.26 (2023), 52.27 (2019), 52.31 (2016), 52.34 (2014, 2018), 52.37 (2020), 52.42 (2023), 52.43 (2019), 52.44 (2017, 2017), 52.47 (2023), 52.51 (2021), 52.60 (2017, 2018, 2020), 52.64 (2023), 52.70 (2021), 52.72 (2018), 52.73 (2016).
- Євген Рилов проплив ще за 52.12 (2021), 52.44 (2019), 52.57 (2019), 52.66 (2018), 52.67 (2018, 2019).
- Метт Греверс проплив ще за 52.16 (2012), 52.26 (2017), 52.48 (2017), 52.54 (2015), 52.55 (2015), 52.58 (2012), 52.64 (2016), 52.66 (2012, 2015), 52.71 (2017), 52.73 (2015).
- Аарон Пірсол проплив ще за 52.19 (2009), 52.54 (2008).
- Гантер Армстронґ проплив ще за 52.20 (2022), 52.33 (2023), 52.37 (2022), 52.45 (2023), 52.48 (2021), 52.58 (2023), 52.59 (2023), 52.67 (2021), 52.68 (2023, 2024).
- Апостолос Хрістоу проплив ще за 52.24 (2022), 52.57 (2022).
- Мітч Ларкін проплив ще за 52.26 (2015), 52.37 (2015), 52.38 (2015, 2019), 52.40 (2015), 52.41 (2015), 52.43 (2016), 52.48 (2015, 2016), 52.50 (2015), 52.54 (2016), 52.70 (2016).
- David Plummer проплив ще за 52.28 (2016), 52.40 (2016, 2016), 52.50 (2016), 52.51 (2015), 52.70 (2016).
- Іріє Рьосуке проплив ще за 52.34 (2014), 52.45 (2014), 52.50 (2009, 2009), 52.53 (2018, 2018), 52.56 (2009), 52.57 (2014), 52.59 (2020), 52.60 (2009), 52.61 (2018), 52.62 (2009), 52.69 (2014), 52.73 (2009, 2009).
- Коґа Дзюнія проплив ще за 52.39 (2009).
- Каміль Лакур проплив ще за 52.44 (2011), 52.46 (2010), 52.48 (2015), 52.58 (2010), 52.70 (2015, 2016), 52.72 (2016).
- Хельге Меув проплив ще за 52.46 (2009), 52.49 (2009), 52.54 (2009).
- Ашвін Вільдебур проплив ще за 52.64 (2009), 52.70 (2009).
- Шейн Касас проплив ще за 52.72 (2019).
- Йоанн Ндує-Бруар проплив ще за 52.72 (2022).

### Чоловіки на короткій воді
- Актуально станом на листопад 2023[20]

| Міс. | Час   | Плавець                   | Дата              | Місце           | Пос.   |
| ---- | ----- | ------------------------- | ----------------- | --------------- | ------ |
| 1    | 48.33 | Coleman Stewart (USA)     | 29 серпня 2021    | Неаполь         | [ 21 ] |
| 2    | 48.50 | Раян Мерфі (USA)          | 14 грудня 2022    | Мельбурн        | [ 22 ] |
| 3    | 48.58 | Климент Колесников (RUS)  | 21 листопада 2020 | Будапешт        |        |
| 4    | 48.84 | Шейн Касас (USA)          | 30 жовтня 2022    | Торонто         | [ 23 ] |
| 5    | 48.88 | Сюй Цзяюй (CHN)           | 11 листопада 2018 | Токіо           |        |
| 5    | 48.88 | Євген Рилов (RUS)         | 15 грудня 2020    | Санкт-Петербург |        |
| 7    | 48.92 | Метт Греверс (USA)        | 12 грудня 2015    | Індіанаполіс    |        |
| 8    | 48.94 | Нік Томан (USA)           | 18 грудня 2009    | Манчестер       |        |
| 9    | 48.95 | Станіслав Донець (RUS)    | 19 грудня 2010    | Дубай           |        |
| 9    | 48.95 | Гільєрме Гвідо (BRA)      | 3 вересня 2021    | Неаполь         | [ 24 ] |
| 11   | 48.97 | Аркадій В'ятчанін (RUS)   | 13 грудня 2009    | Стамбул         |        |
| 12   | 49.03 | Мітч Ларкін (AUS)         | 28 листопада 2015 | Сідней          |        |
| 13   | 49.04 | Lorenzo Mora (ITA)        | 14 грудня 2022    | Мельбурн        | [ 22 ] |
| 14   | 49.05 | Ашвін Вільдебур (ESP)     | 13 грудня 2009    | Стамбул         |        |
| 15   | 49.23 | Радослав Кавенцький (POL) | 12 грудня 2015    | Люблін          |        |
| 15   | 49.23 | Pavel Samusenko (RUS)     | 21 листопада 2023 | Санкт-Петербург | [ 25 ] |
| 17   | 49.25 | Mark Nikolaev (RUS)       | 12 листопада 2021 | Ейндговен       | [ 26 ] |
| 18   | 49.29 | Пітер Маршалл (USA)       | 10 листопада 2009 | Стокгольм       |        |
| 19   | 49.31 | Роберт Глінце (ROM)       | 5 листопада 2021  | Казань          | [ 27 ] |
| 20   | 49.33 | Кацпер Стоковський (POL)  | 13 грудня 2022    | Мельбурн        | [ 28 ] |
| 21   | 49.37 | Miron Lifincev (RUS)      | 21 листопада 2023 | Санкт-Петербург | [ 25 ] |
| 22   | 49.46 | Айзек Купер (AUS)         | 18 грудня 2022    | Мельбурн        |        |
| 23   | 49.57 | Жеремі Страв'юс (FRA)     | 7 грудня 2013     | Діжон           |        |
| 23   | 49.57 | Жеремі Страв'юс (FRA)     | 8 грудня 2013     | Діжон           |        |
| 24   | 49.60 | Pieter Coetze (RSA)       | 14 грудня 2022    | Мельбурн        | [ 22 ] |
| 25   | 49.62 | Томас Чеккон (ITA)        | 23 жовтня 2022    | Берлін          | [ 29 ] |

#### Нотатки
Нижче подано список інших часів, однакових або кращих за 49.62:
- Климент Колесников проплив ще за 48.82 (2020), 48.90 (2017), 49.12 (2023), 49.13 (2021), 49.22 (2023), 49.46 (2021), 49.47 (2021), 49.57 (2021).
- Євген Рилов проплив ще за 48.94 (2021), 48.98 (2021), 49.58 (2021).
- Coleman Stewart проплив ще за 49.13 (2021), 49.62 (2021).
- Раян Мерфі проплив ще за 49.23 (2018), 49.29 (2020), 49.36 (2020), 49.49 (2021), 49.51 (2021), 49.61 (2021).
- Шейн Касас проплив ще за 49.23 (2021), 49.40 (2022), 49.54 (2022), 49.57 (2021).
- Гільєрме Гвідо проплив ще за 49.29 (2021), 49.39 (2021), 49.40 (2020), 49.45 (2021), 49.59 (2020).
- Lorenzo Mora проплив ще за 49.37 (2022).
- Mark Nikolaev проплив ще за 49.40 (2021), 49.43 (2021).
- Роберт Глінце проплив ще за 49.60 (2021).

### Жінки на довгій воді
- Актуально станом на лютий 2024[30]

| Міс. | Час   | Плавчиня                   | Дата            | Місце          | Пос.   |
| ---- | ----- | -------------------------- | --------------- | -------------- | ------ |
| 1    | 57.33 | Кейлі Маккіон (AUS)        | 21 жовтня 2023  | Будапешт       | [ 31 ] |
| 2    | 57.57 | Реган Сміт (USA)           | 28 липня 2019   | Кванджу        |        |
| 3    | 57.70 | Кайлі Масс (CAN)           | 19 червня 2021  | Торонто        | [ 32 ] |
| 4    | 58.00 | Кетлін Бейкер (USA)        | 28 липня 2018   | Irvine         |        |
| 5    | 58.01 | Кетрін Беркофф (USA)       | 30 червня 2023  | Індіанаполіс   | [ 33 ] |
| 6    | 58.08 | Кетлін Доусон (GBR)        | 23 травня 2021  | Будапешт       | [ 34 ] |
| 7    | 58.12 | Джемма Споффорт (GBR)      | 28 липня 2009   | Рим            |        |
| 8    | 58.18 | Анастасія Зуєва (RUS)      | 28 липня 2009   | Рим            |        |
| 9    | 58.23 | Емілі Сібом (AUS)          | 29 липня 2012   | Лондон         |        |
| 10   | 58.29 | Клер Курзан (USA)          | 13 лютого 2024  | Доха           | [ 35 ] |
| 11   | 58.31 | Олівія Смоліга (USA)       | 16 травня 2021  | Атланта        |        |
| 12   | 58.33 | Міссі Франклін (USA)       | 30 липня 2012   | Лондон         |        |
| 13   | 58.42 | Моллі О'Каллаган (AUS)     | 18 квітня 2023  | Голд-Кост      | [ 36 ] |
| 13   | 58.42 | Моллі О'Каллаган (AUS)     | 14 червня 2023  | Мельбурн       | [ 37 ] |
| 14   | 58.43 | Раян Вайт (плавчиня) (USA) | 15 травня 2021  | Атланта        |        |
| 14   | 58.43 | Раян Вайт (плавчиня) (USA) | 27 липня 2021   | Токіо          |        |
| 15   | 58.45 | Катінка Хоссу (HUN)        | 8 серпня 2016   | Ріо-де-Жанейро |        |
| 16   | 58.55 | Тейлор Рак (CAN)           | 3 квітня 2019   | Торонто        |        |
| 17   | 58.60 | Мінна Атертон (AUS)        | 22 липня 2019   | Кванджу        |        |
| 18   | 58.63 | Фебе Бейкон (USA)          | 6 грудня 2019   | Атланта        |        |
| 19   | 58.65 | Кіра Туссен (NED)          | 11 квітня 2021  | Ейндговен      |        |
| 20   | 58.70 | Теракава Ая (JPN)          | 4 серпня 2013   | Барселона      |        |
| 21   | 58.72 | Фу Юаньхуей (CHN)          | 8 квітня 2017   | Циндао         |        |
| 22   | 58.73 | Міе Нільсен (DEN)          | 19 травня 2016  | Лондон         |        |
| 23   | 58.75 | Медісон Вілсон (AUS)       | 4 серпня 2015   | Казань         |        |
| 24   | 58.77 | Керсті Ковентрі (ZIM)      | 11 серпня 2008  | Пекін          |        |
| 25   | 58.80 | Інґрід Вілм (CAN)          | 28 березня 2023 | Торонто        | [ 38 ] |

#### Нотатки
Нижче подано список інших часів, однакових або кращих за 58.80:
- Кейлі Маккіон пропливла ще за 57.45 (2021), 57.47 (2021), 57.50 (2023), 57.53 (2023), 57.57 (2024), 57.63 (2021, 2023), 57.79 (2023), 57.84 (2023), 57.88 (2021), 57.90 (2023), 57.91 (2023), 57.93 (2020, 2023), 57.95 (2023), 58.01 (2021), 58.11 (2020, 2021), 58.14 (2021), 58.19 (2024), 58.31 (2022), 58.33 (2023), 58.35 (2022), 58.42 (2021), 58.48 (2023), 58.49 (2022), 58.52 (2020), 58.57 (2021), 58.60 (2021, 2022), 58.66 (2022), 58.69 (2021), 58.73 (2022), 58.77 (2022), 58.79 (2022).
- Реган Сміт пропливла ще за 57.64 (2024), 57.65 (2022), 57.68 (2023), 57.71 (2023), 57.76 (2022), 57.78 (2023), 57.83 (2023), 57.86 (2021), 57.90 (2023), 57.92 (2021, 2023), 57.95 (2022), 57.96 (2021), 58.04 (2023), 58.05 (2021, 2021), 58.16 (2023), 58.18 (2020), 58.22 (2022), 58.26 (2020), 58.29 (2022), 58.31 (2022), 58.33 (2023), 58.35 (2021, 2021), 58.40 (2022), 58.45 (2019), 58.47 (2023, 2023), 58.54 (2023), 58.55 (2019), 58.63 (2023), 58.65 (2022), 58.68 (2019), 58.69 (2021), 58.75 (2024), 58.77 (2021), 58.79 (2020).
- Кайлі Масс пропливла ще за 57.72 (2021), 57.90 (2021), 58.09 (2021), 58.10 (2017), 58.13 (2021), 58.16 (2019), 58.17 (2021), 58.18 (2017), 58.19 (2019), 58.21 (2017), 58.29 (2018), 58.31 (2017), 58.39 (2022), 58.40 (2022), 58.41 (2022), 58.42 (2017), 58.48 (2021, 2022), 58.50 (2019), 58.54 (2018), 58.57 (2022, 2022), 58.60 (2019), 58.61 (2018), 58.62 (2017), 58.63 (2018, 2018), 58.66 (2016, 2018), 58.70 (2018), 58.73 (2022), 58.74 (2023), 58.76 (2016), 58.77 (2016).
- Кетлін Доусон пропливла ще за 58.24 (2021), 58.44 (2021), 58.49 (2021), 58.56 (2021), 58.65 (2021), 58.69 (2021), 58.70 (2021).
- Кетрін Беркофф пропливла ще за 58.25 (2023), 58.39 (2023), 58.56 (2023), 58.60 (2023), 58.61 (2022, 2023), 58.62 (2021).
- Емілі Сібом пропливла ще за 58.26 (2015), 58.34 (2015), 58.37 (2015), 58.39 (2012), 58.45 (2021), 58.51 (2015), 58.53 (2017), 58.56 (2015), 58.57 (2012), 58.59 (2015, 2017, 2021, 2021), 58.62 (2017), 58.66 (2018), 58.68 (2012), 58.70 (2015), 58.72 (2015, 2018), 58.73 (2016), 58.79 (2013, 2018).
- Міссі Франклін пропливла ще за 58.39 (2013), 58.42 (2013), 58.50 (2012), 58.67 (2013).
- Клер Курзан пропливла ще за 58.35 (2023), 58.39 (2023), 58.59 (2023), 58.67 (2022), 58.73 (2022, 2024).
- Кетлін Бейкер пропливла ще за 58.41 (2018), 58.54 (2017), 58.56 (2020), 58.57 (2017), 58.58 (2017), 58.75 (2016), 58.77 (2018).
- Раян Вайт (плавчиня) пропливла ще за 58.46 (2021), 58.59 (2022), 58.60 (2021).
- Анастасія Зуєва пропливла ще за 58.48 (2009).
- Олівія Смоліга пропливла ще за 58.50 (2021), 58.72 (2021), 58.73 (2019), 58.75 (2018), 58.77 (2017), 58.79 (2019).
- Кіра Туссен пропливла ще за 58.73 (2021), 58.74 (2021).
- Джемма Споффорт пропливла ще за 58.74 (2009), 58.78 (2009).
- Міе Нільсен пропливла ще за 58.75 (2016), 58.80 (2016).
- Фу Юаньхуей пропливла ще за 58.76 (2016).
- Катінка Хоссу пропливла ще за 58.78 (2015), 58.80 (2017).

### Жінки на короткій воді
- Актуально станом на грудень 2023[39]

| Міс | Час   | Плавчиня                   | Дата              | Місце           | Пос.   |
| --- | ----- | -------------------------- | ----------------- | --------------- | ------ |
| 1   | 54.89 | Мінна Атертон (AUS)        | 27 жовтня 2019    | Будапешт        |        |
| 2   | 55.03 | Катінка Хоссу (HUN)        | 4 грудня 2014     | Доха            |        |
| 3   | 55.04 | Олівія Смоліга (USA)       | 22 листопада 2020 | Будапешт        |        |
| 4   | 55.17 | Кіра Туссен (NED)          | 4 грудня 2019     | Глазго          |        |
| 5   | 55.20 | Луїс Ганссон (SWE)         | 17 грудня 2021    | Абу-Дабі        | [ 40 ] |
| 6   | 55.22 | Кайлі Масс (CAN)           | 17 грудня 2021    | Абу-Дабі        | [ 40 ] |
| 7   | 55.23 | Shiho Sakai (JPN)          | 15 листопада 2009 | Берлін          |        |
| 8   | 55.31 | Емілі Сібом (AUS)          | 4 грудня 2014     | Доха            |        |
| 9   | 55.36 | Інґрід Вілм (CAN)          | 18 грудня 2022    | Мельбурн        | [ 41 ] |
| 10  | 55.40 | Кетрін Беркофф (USA)       | 17 грудня 2021    | Абу-Дабі        | [ 40 ] |
| 11  | 55.48 | Ґао Чан (CHN)              | 28 лютого 2010    | Токіо           | [ 42 ] |
| 12  | 55.49 | Кейлі Маккіон (AUS)        | 14 грудня 2022    | Мельбурн        | [ 43 ] |
| 13  | 55.54 | Дарина Зевіна (UKR)        | 4 грудня 2014     | Доха            |        |
| 14  | 55.62 | Моллі О'Каллаган (AUS)     | 14 грудня 2022    | Мельбурн        | [ 43 ] |
| 15  | 55.74 | Beata Nelson (USA)         | 24 серпня 2022    | Сідней          | [ 44 ] |
| 15  | 55.74 | Клер Курзан (USA)          | 14 грудня 2022    | Мельбурн        | [ 43 ] |
| 17  | 55.75 | Белла Сімс (USA)           | 4 листопада 2022  | Індіанаполіс    | [ 45 ] |
| 18  | 55.76 | Теракава Ая (JPN)          | 23 лютого 2013    | Саґаміхара      |        |
| 19  | 55.83 | Марія Камєнєва (RUS)       | 18 грудня 2022    | Санкт-Петербург | [ 46 ] |
| 20  | 55.86 | Маайке де-Ваард (NED)      | 6 листопада 2021  | Казань          | [ 47 ] |
| 21  | 55.87 | Раян Вайт (плавчиня) (USA) | 17 грудня 2021    | Абу-Дабі        | [ 40 ] |
| 22  | 55.89 | Ali DeLoof (USA)           | 10 вересня 2021   | Неаполь         |        |
| 23  | 55.91 | Кетлін Бейкер (USA)        | 29 вересня 2018   | Ейндговен       |        |
| 24  | 55.92 | Courtney Bartholomew (USA) | 12 грудня 2015    | Індіанаполіс    |        |
| 25  | 55.97 | Наталі Коглін (USA)        | 16 грудня 2011    | Атланта         |        |

#### Нотатки
Нижче подано список інших часів, однакових або кращих за 55.97:
- Мінна Атертон пропливла ще за 55.09 (2019), 55.12 (2019), 55.29 (2019), 55.35 (2019), 55.43 (2019), 55.45 (2019), 55.55 (2019).
- Кіра Туссен пропливла ще за 55.26 (2019), 55.42 (2021), 55.53 (2021), 55.58 (2019), 55.68 (2020), 55.71 (2019), 55.72 (2021), 55.74 (2019), 55.76 (2021), 55.79 (2021), 55.88 (2023), 55.90 (2020), 55.92 (2018), 55.94 (2020), 55.95 (2021).
- Катінка Хоссу пропливла ще за 55.34 (2014), 55.38 (2014), 55.42 (2015), 55.52 (2017), 55.54 (2016), 55.56 (2014), 55.59 (2016), 55.60 (2016), 55.65 (2017), 55.66 (2017), 55.70 (2014), 55.71 (2015), 55.77 (2014), 55.80 (2016), 55.93 (2016)).
- Емілі Сібом пропливла ще за 55.46 (2015), 55.47 (2014), 55.81 (2018).
- Олівія Смоліга пропливла ще за 55.47 (2018), 55.60 (2020), 55.62 (2020), 55.66 (2020), 55.86 (2018), 55.92 (2020), 55.97 (2019).
- Кейлі Маккіон пропливла ще за 55.68 (2020), 55.74 (2022), 55.81 (2022).
- Інґрід Вілм пропливла ще за 55.68 (2021), 55.74 (2022), 55.92 (2022), 55.94 (2021).
- Ґао Чан пропливла ще за 55.72 (2009).
- Кайлі Масс пропливла ще за 55.76 (2021), 55.83 (2021), 55.95 (2021).
- Моллі О'Каллаган пропливла ще за 55.80 (2022), 55.81 (2022).
- Луїс Ганссон пропливла ще за 55.85 (2021), 55.89 (2022).
- Beata Nelson пропливла ще за 55.90 (2022).
- Кетрін Беркофф пропливла ще за 55.92 (2021).